# 常恩多
常恩多（1895年—1942年），辽宁海城人。1922年考入东北陆军讲武堂，毕业后被授予中尉排长职务，后又被提拔为上尉连长、少校营长、中校团副、上校团长等职。1925年底投刘荫厚。
1936年，常恩多由633团团长升任111师师长。1937年授陆军少将，1939年加入中国共产党。
1940年夏，因李亚藩（原为缪澂流的副官长，後任日本支持的兴亚建国军鲁苏地区总司令）勾引，率领国民革命军第57军第111师（师长常恩多）333旅（旅长万毅）666团1营2连、机枪连两个连投向赣榆县桃林镇的伪军。缪澂流乃同第57军副军长朴炳珊决定和日军讲和，通过与日军鹫津师团谈判，达成了互不侵犯、共同防共密约。
常恩多、万毅闻讯，于同年9月22日率部发动九二二锄奸，扣押了副军长朴炳珊以下全体人员，缪澂流逃脱。
1942年8月3日率部加入八路军。同月9日病逝，年47岁。